# Mức sống

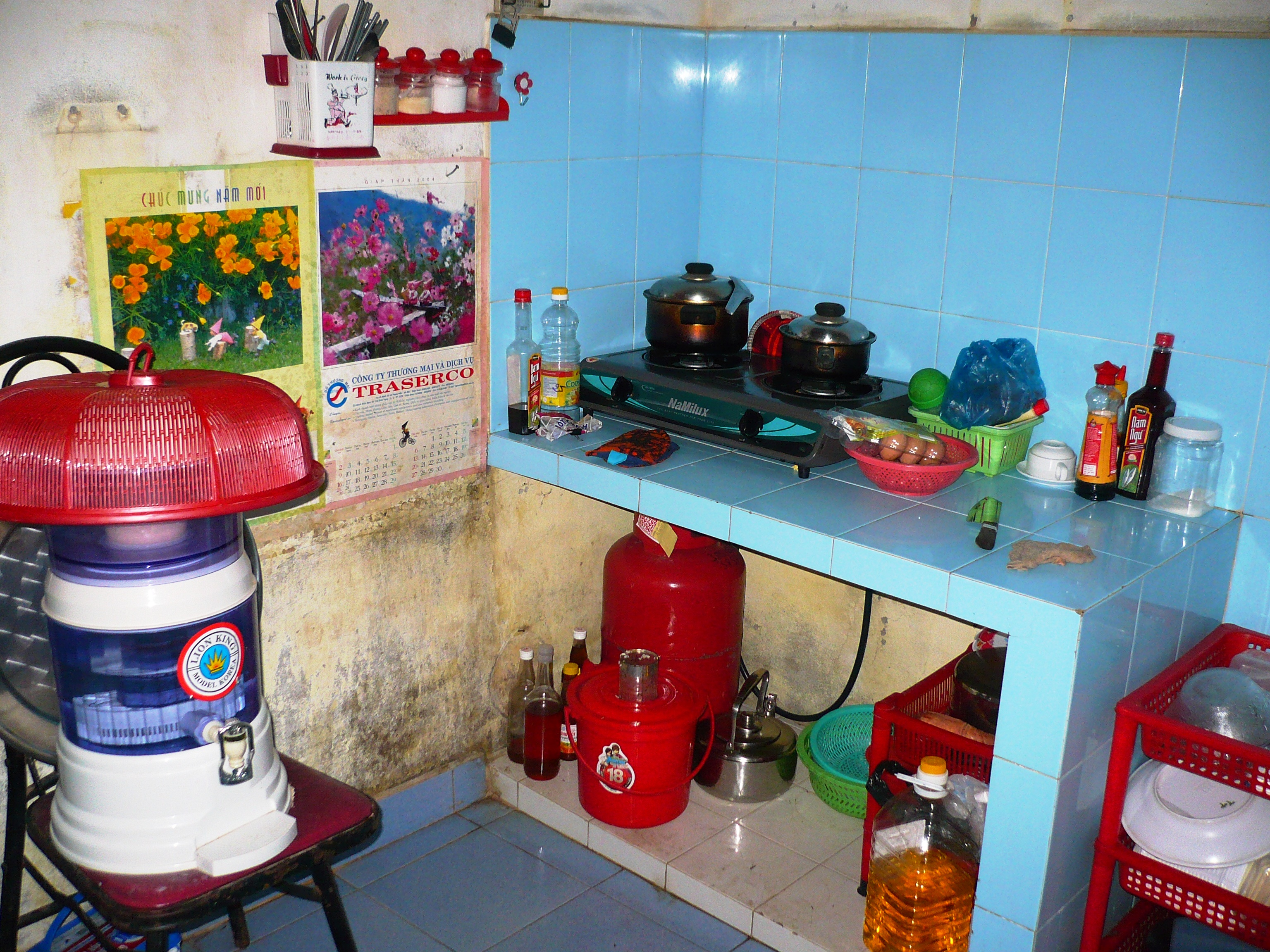
Nội thất bên trong của một ngôi nhà cấp 4 ở Thành phố Hồ Chí Minh năm 2009, phản ánh mức sống ở mức trung bình của một bộ phận người dân

Mức sống là một khái niệm, liên quan đến sự phát triển và thỏa mãn nhu cầu của xã hội nói chung và nhu cầu của con người nói riêng. Hiện nay tồn tại rất nhiều định nghĩa về mức sống. Nhìn chung, giữa các nhà nghiên cứu có hai cách tiếp cận đối với khái niệm này. Cách thứ nhất lấy mức thỏa mãn nhu cầu của con người làm cơ sở xem xét. Cách thứ hai chọn tập hợp các điều kiện sống làm đối tượng nghiên cứu, trong đó bao gồm điều kiện xã hội, chính trị, mức sản xuất chung, môi trường.
Mức sống là vấn đề được các nhà nghiên cứu chú trọng, đặc biệt là các nhà kinh tế học. Các viện nghiên cứu kinh tế của nhiều quốc gia trên thế giới đều có chuyên ngành về mức sống của dân chúng. Nhiệm vụ của ngành này là hoàn thiện hệ thống chỉ tiêu, xác định các chỉ số hàng năm về mức sống, nhằm kịp thời phản ánh tình hình kinh tế xã hội của quốc gia và các địa phương, dùng làm cơ sở quản lý và điều phối vĩ mô, qua đó định hướng phát triển xã hội toàn diện. Theo C.Mác: “Mức sống không chỉ là sự thỏa mãn những nhu câù của đời sống vật chất mà cả các nhu cầu nhất định được sinh ra bởi chính những điều kiện mà con người đang sống và trưởng thành”